# Christer Majbäck
Sven Christer Majbäck (ur. 30 stycznia 1964 w Jukkasjärvi) – szwedzki biegacz narciarski, brązowy medalista olimpijski oraz pięciokrotny medalista mistrzostw świata.

## Kariera
Jego olimpijskim debiutem były igrzyska w Calgary, gdzie zajął 11. miejsce w biegu na 15 km techniką klasyczną. Na igrzyskach olimpijskich w Albertville osiągnął swój największy sukces olimpijski zdobywając brązowy medal w biegu na 10 km stylem klasycznym. Wraz z kolegami zajął także 4. miejsce w sztafecie. Szwedzi przegrali tam walkę o brązowy medal z Finami o zaledwie 0,2 s. Podczas igrzysk olimpijskich w Lillehammer Christer nie zdobył medalu, a jego najlepszym wynikiem tych igrzysk było 6. miejsce w biegu na 50 km techniką klasyczną. Na późniejszych igrzyskach już nie startował.
W 1987 r. zadebiutował na mistrzostwach świata biorąc udział w mistrzostwach w Oberstdorfie. Zdobył tam brązowy medal w biegu na 30 km techniką klasyczną. Dwa lata później, podczas mistrzostw świata w Lahti Majbäck wywalczył kolejny brązowy medal na dystansie 30 km stylem klasycznym. Ponadto wraz z Gunde Svanem, Larsem Hålandem i Torgnym Mogrenem zdobył złoty medal w sztafecie 4 × 10 km. Na mistrzostwach świata w Val di Fiemme w 1991 r. osiągnął swój największy indywidualny sukces zdobywając srebrny medal w biegu na 10 km techniką klasyczną. Na tych samych mistrzostwach Szwedzi w składzie Thomas Eriksson, Christer Majbäck, Gunde Svan i Torgny Mogren zdobyli tym razem srebrny medal w sztafecie. Podobnych sukcesów Majbäck nie osiągnął już na mistrzostwach świata w Falun oraz na mistrzostwach w Thunder Bay. Sztafeta szwedzka nie stawała tam na podium, a w indywidualnych startach Christer plasował się poza czołową dziesiątką.
Najlepsze wyniki w Pucharze Świata uzyskał w sezonie 1989/1990, kiedy to zajął 5. miejsce w klasyfikacji generalnej. Łącznie 7 razy stawał na podium zawodów Pucharu Świata, w tym raz zwyciężył. W 1999 r. postanowił zakończyć karierę.

## Osiągnięcia

### Igrzyska olimpijskie
| Miejsce | Dzień     | Rok  | Miejscowość | Konkurencja             | Czas biegu | Strata  | Zwycięzca            |
| ------- | --------- | ---- | ----------- | ----------------------- | ---------- | ------- | -------------------- |
| 11.     | 19 lutego | 1988 | Calgary     | 15 km stylem klasycznym | 41:18,9    | +1:49,7 | Michaił Diewiatjarow |
| 6.      | 10 lutego | 1992 | Albertville | 30 km stylem klasycznym | 1:22:27,8  | +1:44,3 | Vegard Ulvang        |
| 3.      | 13 lutego | 1992 | Albertville | 10 km stylem klasycznym | 27:36,0    | +20,4   | Vegard Ulvang        |
| 6.      | 15 lutego | 1992 | Albertville | 10+15 km pościgowy      | 1:05:37,9  | +1:39,1 | Bjørn Dæhlie         |
| 4.      | 18 lutego | 1992 | Albertville | Sztafeta 4 × 10 km      | 1:39:26,0  | +1:57,1 | Norwegia             |
| 16.     | 22 lutego | 1992 | Albertville | 50 km stylem dowolnym   | 2:03:41,5  | +7:31,8 | Bjørn Dæhlie         |
| 19.     | 17 lutego | 1994 | Lillehammer | 10 km stylem klasycznym | 24:20,1    | +1:35,1 | Bjørn Dæhlie         |
| 23.     | 19 lutego | 1994 | Lillehammer | 10+15 km pościgowy      | 1:00:08,8  | +4:33,7 | Bjørn Dæhlie         |
| 6.      | 22 lutego | 1994 | Lillehammer | Sztafeta 4 × 10 km      | 1:41:15,0  | +4:07,7 | Włochy               |
| 6.      | 27 lutego | 1994 | Lillehammer | 50 km stylem klasycznym | 2:07:20,3  | +2:43,5 | Władimir Smirnow     |

### Mistrzostwa świata
| Miejsce | Dzień     | Rok  | Miejscowość   | Konkurencja             | Czas biegu  | Strata  | Zwycięzca                     |
| ------- | --------- | ---- | ------------- | ----------------------- | ----------- | ------- | ----------------------------- |
| 3.      | 12 lutego | 1987 | Oberstdorf    | 30 km stylem klasycznym | 1:24:30,1   | +2:24,9 | Thomas Wassberg               |
| 3.      | 18 lutego | 1989 | Lahti         | 30 km stylem klasycznym | 1:24:56,9   | +12,9   | Władimir Smirnow              |
| 13.     | 22 lutego | 1989 | Lahti         | 15 km stylem klasycznym | 42:40,7     | +1:39,7 | Harri Kirvesniemi             |
| 1.      | 15 lutego | 1989 | Lahti         | Sztafeta 4 × 10 km      | 1:40:12.3   | –       | –                             |
| 10.     | 7 lutego  | 1991 | Val di Fiemme | 30 km stylem klasycznym | 1:16:12,4   | +1:59,2 | Gunde Svan                    |
| 2.      | 11 lutego | 1991 | Val di Fiemme | 10 km stylem klasycznym | 25:55,0 min | +4,7 s  | Terje Langli                  |
| 2.      | 15 lutego | 1991 | Val di Fiemme | Sztafeta 4 × 10 km      | 1:39:47,3   | +1:51,8 | Norwegia                      |
| 14.     | 17 lutego | 1991 | Val di Fiemme | 50 km stylem dowolnym   | 2:03:31,6   | +4:50,7 | Torgny Mogren                 |
| 12.     | 20 lutego | 1993 | Falun         | 30 km stylem klasycznym | 1:17:33,6   | +1:56,4 | Bjørn Dæhlie                  |
| 14.     | 22 lutego | 1993 | Falun         | 10 km stylem klasycznym | 24:51,6     | +58,6   | Sture Sivertsen               |
| 25.     | 24 lutego | 1993 | Falun         | 10+15 km pościgowy      | 1:01:45,0   | +3:11,5 | Bjørn Dæhlie Władimir Smirnow |
| 15.     | 28 lutego | 1993 | Falun         | 50 km stylem dowolnym   | 2:03:36,8   | +5:40,9 | Torgny Mogren                 |
| 20.     | 9 marca   | 1995 | Thunder Bay   | 30 km stylem klasycznym | 1:15:52,3   | +5:52,3 | Władimir Smirnow              |
| 17.     | 19 marca  | 1995 | Thunder Bay   | 50 km stylem dowolnym   | 1:56:36,0   | +5:39,0 | Silvio Fauner                 |

### Puchar Świata

#### Miejsca w klasyfikacji generalnej
- sezon 1984/1985: 15.
- sezon 1985/1986: 7.
- sezon 1986/1987: 11.
- sezon 1987/1988: 16.
- sezon 1988/1989: 8.
- sezon 1989/1990: 5.
- sezon 1990/1991: 11.
- sezon 1991/1992: 9.
- sezon 1992/1993: 14.
- sezon 1993/1994: 22.
- sezon 1994/1995: 29.
- sezon 1996/1997: 75.
- sezon 1998/1999: 98.

#### Zwycięstwa w zawodach
| Nr | Dzień      | Rok  | Miejscowość | Konkurencja           | Czas biegu |
| -- | ---------- | ---- | ----------- | --------------------- | ---------- |
| 1. | 16 grudnia | 1989 | Calgary     | 15 km stylem dowolnym | ?          |

#### Miejsca na podium
| Nr  | Dzień       | Rok  | Miejscowość   | Konkurencja             | Czas biegu  | Pozycja     | Strata | Zwycięzca           |
| --- | ----------- | ---- | ------------- | ----------------------- | ----------- | ----------- | ------ | ------------------- |
| 1.  | 23 lutego   | 1985 | Syktywkar     | 15 km stylem klasycznym | ?           | ?           | 3      | Gunde Svan          |
| 2.  | 20 grudnia  | 1986 | Davos         | 30 km stylem klasycznym | ?           | ?           | 3      | Thomas Eriksson     |
| 3.  | 10 stycznia | 1987 | Calgary       | 15 km stylem klasycznym | ?           | ?           | 3      | Harri Kirvesniemi   |
| 4.  | 12 lutego   | 1987 | Oberstdorf    | 30 km stylem klasycznym | 1:24:30.1 h | +2:24.9 min | 3      | Thomas Wassberg     |
| 5.  | 9 stycznia  | 1988 | Kawgołowo     | 30 km stylem klasycznym | ?           | ?           | 3      | Władimir Smirnow    |
| 6.  | 18 lutego   | 1989 | Lahti         | 30 km stylem klasycznym | 1:24:56.9 h | +12.9 s     | 3      | Władimir Smirnow    |
| 7.  | 16 grudnia  | 1989 | Calgary       | 15 km stylem dowolnym   | ?           | –           | 1      | –                   |
| 8.  | 6 marca     | 1990 | Trondheim     | 15 km stylem klasycznym | ?           | ?           | 3      | Aleksiej Prokurorow |
| 9.  | 19 grudnia  | 1990 | Les Saisies   | 30 km stylem klasycznym | ?           | ?           | 3      | Władimir Smirnow    |
| 10. | 11 lutego   | 1991 | Val di Fiemme | 10 km stylem klasycznym | 25:55.0 min | +4.7 s      | 2      | Terje Langli        |
| 11. | 13 lutego   | 1992 | Albertville   | 10 km stylem klasycznym | 27:36.0 min | +20.4 s     | 3      | Vegard Ulvang       |